# Microbotryum onopordi
Microbotryum onopordi är en svampart som först beskrevs av Vánky, och fick sitt nu gällande namn av Vánky 1998. Microbotryum onopordi ingår i släktet Microbotryum och familjen Microbotryaceae.   Inga underarter finns listade i Catalogue of Life.